# Mélodie FM
Mélodie FM est une station de radio locale en Belgique, située à Nivelles, créée le 1er août 2003, et anciennement appelée FM Aclot.

## Historique
1er août 2003, Fm Aclot devient Mélodie FM avec un programme de musique en continu.
Septembre 2003, Mélodie FM change d'émetteur et de puissance, la station passe en Stéréo.
Décembre 2003, Mélodie FM passe à un nouveau site d'émission, avec une nouvelle antenne et début du live avec l'émission du matin de 6 à 9 heures.
Mai 2004, Mélodie FM s'offre un nouveau studio totalement informatisé.
Juin 2004, Mélodie FM a un nouvel habillage d'antenne et de nouveaux jingles
Octobre 2004, Mélodie FM active le RDS.
Décembre 2004, Plusieurs nouveaux animateurs arrivent sur Mélodie FM.
Le 15 décembre 2004, Mélodie FM ouvre son site Internet (première version).
19 septembre 2005, Mélodie FM a un nouveau format, une nouvelle équipe et dorénavant, un habillage professionnel.
Mai 2006, deux nouvelles fréquences viennent renforcer le site pilote de Nivelles.
Juin 2006, Mélodie FM s'offre un nouveau site Internet.
Juin 2008 : Mélodie FM est reconnue par le CSA pour une durée de 9 ans et est réduite à une fréquence unique.
Septembre 2008 : Mélodie FM s'offre un nouvel habillage et une nouvelle gestion d'antenne.
Septembre 2009 : Nouvelle grille antenne.
Septembre 2011 : Nouveaux animateurs, nouvelle grille antenne.
31 mars 2014 : Le retour du "Club Mélodie" avec Eric Lhastel et Laurent Bourdon
Mars 2017 : Mélodie FM s'offre un nouveau site Internet

## Programmation
Mélodie FM a une programmation musicale pour les auditeurs âgés de 25 à 55 ans. La station diffuse des titres des années 60 jusqu'à aujourd'hui. Mélodie FM diffuse 60 % de chansons françaises et 40 % de chansons anglaises et autres.

## Diffusion - Fréquence
- Nivelles : 101.6